# Gregorio IV el Joven
Gregorio IV el Joven, también llamado  el Niño y Gregorio IV Dgha fue el Catholicos de la Iglesia Apostólica Armenia de 1173 a 1193. A pesar de su apodo, tenía unos cuarenta años cuando asumió el cargo de Catholicos.
A la muerte de Nerses IV el Agraciado, intentó traspasar la diócesis al menor de sus dos sobrinos, pero el mayor -Gregorio- contaba con el apoyo del Príncipe Mleh y pudo así obtener la sede del Catholicos. Continuó la política de sus tíos Nerses IV y  Gregorio III en la búsqueda de acuerdos con otras iglesias cristianas. Esta postura fue resistida por las comunidades monásticas de varias partes de Armenia gobernadas por los musulmanes, que eran más estrictamente anti-calcedonianos, y las negociaciones con los griegos bizantinos se rompieron en su mayoría después de la muerte de Manuel I Comneno. En la década de 1180, buscó la conciliación con el papado y envió un emisario al papa Lucio III.
Murió tras una caída de su caballo en 1193.